# SCORE International Off-Road Racing Series
SCORE International Off-Road Racing Series (SCORE International) – amerykańska organizacja promująca rajdy terenowe założona w 1973 przez kierowcę wyścigowego Mickey Thompsona. Najpopularniejszy z nich (a zarazem najbardziej znany), to rajd Baja 1000. Wyścigi typu SCORE organizowane są na terenie Stanów Zjednoczonych i Meksyku. W 2012 organizacja została sprzedana przez ówczesnego prezesa Sala Fisha. 

## Historia
SCORE (Southern California Off Road Experience) powstała w 1973 z inicjatywy kierowcy dragsterów - Mickey Thompsona. W 1975 SCORE stworzyła najważniejszy w jej kalendarzu rajd terenowy o nazwie Baja 1000. Oprócz Baja 1000, organizacja utworzyła takie rajdy terenowe jak San Felipe 250 (odbywający się na terenie San Felipe w Kalifornii Dolnej w Meksyku), a także Baja 400 (Ensenada, Kalifornia Dolna), Baja 500 (Ensenada, Kalifornia Dolna) i SCORE Desert Challenge (Rosarito, Kalifornia Dolna). 
W 1992 Southern California Off Road Experience połączyła się z High Desert Racing Association (HDRA) tworząc największą w Ameryce Północnej federację zajmującą się organizowaniem rajdów terenowych. Oprócz rajdów terenowych SCORE wydaje miesięcznik o nazwie SCORE International Journal, a w przeszłości posiadała również lokal gastronomiczny o nazwie SCORE Baja Burgers & Beer w mieście Chula Vista w Kalifornii Na początku stycznia 2018 restauracja ogłosiła swoje zamknięcie.  
W 2015 organizacja ruszyła z emisją programów poświęconych rajdom terenowym. Stworzyła trzy pogramy: Roost, Guerrero i SCORE International Off-Road Racing emitowane na platformie VOD - CarbonTV. Oprócz tego, SCORE posiada własną witrynę internetową o nazwie SCORE TV poświęconą transmisjom wyścigów, a także znajdują się na niej materiały filmowe VOD i pay-per-view. Nakręcono również dwa filmy nt. SCORE: w 2005 powstał film dokumentalny pt. Dust to Glory, który przedstawiał edycję rajdu Baja 1000 z 2003 roku oraz w 2017 nakręcono drugi film pod nazwą Dust 2 Glory, który traktował o całej historii rajdu Baja 1000.  

### Klasy pojazdów

#### Ciężarówki
- Trophy truck – nieograniczona pojemność skokowa silnika i zawieszenie, dopuszczalne nieograniczone modyfikowanie podwozia. Silniki o mocy 850 KM. Napęd na dwa lub cztery koła.
- Trophy truck Legends – seria dedykowana kierowcom po 50. roku życia i więcej. Specyfikacje takie same jak w klasie Trophy truck.
- Trophy truck Spec – specyfikacje podobne jak w klasie Trophy truck. Różnicę stanowi dopuszczenie pojazdów tylko na tylną oś (dwa koła).
- Class 3 – pojazdy z napędem na cztery koła z krótkim rozstawem osi.
- Class 7 – pojazdy czterokołowe bez ograniczeń. Pojazdy typu SUV z silnikiem wolnossącym o pojemności do 4,5 litra. Maksymalna liczba cylindrów na silniku to 6.
- Class 7F – mini-pickupy lub średnie pickupy z napędem na dwa lub cztery koła. Silniki o pojemności do 4,5 litra lub 3,5 litra z układem doładowania.
- Class 7sx – mini-pickupy lub średnie pickupy z napędem na dwa lub cztery koła. Silniki o pojemności maksymalnej do 4000 cm³.
- Class 8 – pełnowymiarowa ciężarówka z napędem na dwa koła lub samochód typu SUV.
- Pro Truck – pełnowymiarowa ciężarówka z napędem na dwa koła oraz silnikiem V8.
- Hammer Truck Unlimited – pojazd typu rock crawler. Podwozie modyfikowane oraz napęd na cztery koła.
- Hammer Truck Limited – pojazd typu rock crawler. Podwozie seryjne, niemodyfikowane oraz napęd na cztery koła.
- Heavy Metal – klasa otwarta dla wszystkich mini, średnich i pełnowymiarowych pickupów i SUV-ów. Brak limitu pojemności silnika.
- Stock Full Class – ciężarówka lub SUV z napędem na dwa lub cztery koła z oryginalnymi częściami mechanicznymi pojazdu.
- Sportsman Unlimited Truck – klasa open czterokołowych ciężarówek i SUV-ów z pełnym nadwoziem.
- Sportsman Limited Truck – klasa open czterokołowych ciężarówek i SUV-ów z pełnym nadwoziem i częściami zgodnymi z producentem oryginalnego wyposażenia[10].

#### Samochody
- Class 1 — Unlimited Buggy – konstrukcja otwarta z jednym lub dwoma siedzeniami. Pojazdy podobne do ciężarówek Trophy tucks. Silniki umieszczone z tyłu pojazdu. Brak ograniczeń dotyczących pojemności silnika.
- Class 5 Unlimited – pojazdy na podwoziu Volkswagen Type 1. Dopuszczalne 4-cylindrowe silniki VW chłodzone wodą. Rozstaw osi nie może przekroczyć 105 cali (2,67 m).
- Class 5-1600 – pojazdy oparte na podwoziach samochodów seryjnych oraz Volkswagen Type 1. Dopuszczalne tylko silniki VW Type 1 lub amerykańskie silniki Series 1600. Dozwolone również 4-cylindrowe silniki VW chłodzone wodą.
- Class 9 – pojazd z jednym lub dwoma siedzeniami. Maksymalny rozstaw osi 100 cali. Części pojazdu, w tym silnik, oparte na Volkswagenie Type 1. Silnik o maksymalnej pojemności 1585 cm³.
- Class 10 – pojazd z jednym lub dwoma siedzeniami. Silnik fabryczny o pojemności skokowej od 2,2 do 2,4 litra.
- Class 11 Stock VW Sedans - “Baja Bugs” – seryjne sedany VW Type 1 o pojemności 1600 cm³. Części oryginalne z VW Type 1, dopuszczalne niewielkie modyfikacje.
- SCORE Lites – pojazdy z jednym lub dwoma siedzeniami. Ograniczone do silników chłodzonych powietrzem. Silnik taki sam jak w VW Type 1 z maksymalnie dwoma zaworami na cylinder. Pojazdy z jednym siedzeniem ograniczone pojemnością 1776 cm³, a z dwoma siedzeniami - do 1835 cm³. Minimalna waga pojazdu to 1500 funtów.
- Class 1/2-1600 – pojazdy z jednym lub dwoma siedzeniami. Pojemność maksymalna do 1600 cm³. Minimalna waga pojazdu to 1550 funtów.
- Jeepspeed Challenge Class – pojazdy marki Jeep z krótkim rozstawem osi oraz silnikami 6- i 4-cylindrowymi produkowanymi od 1984 roku, z wyłączeniem silników Pentastar, DOHC i Wrangler 2018.
- Jeepspeed Cup Intermediate Class – specyfikacje takie jak dla klasy Jeepspeed Challenge Class. Klasa 2700 dotyczy Jeepa i pojazdów marki Dodge, które zachowują oryginalne części i karoserię.
- Jeepspeed Outlaw Class – specyfikacje takie jak dla klasy Jeepspeed Challenge Class. Obecnie obejmuje Jeepspeed Class 4700 dla lekkich ciężarówek Jeep, Dodge lub SUV-ów.
- Jeepspeed Trophy Class – specyfikacje takie jak dla klasy Jeepspeed Challenge Class. Startować mogą pojazdy marki Jeep, Dodge lub SUV-y.
- Baja Challenge Class – pojazdy z jednym lub dwoma siedzeniami.
- Sportsman Buggy – pojazdy z jednym lub dwoma siedzeniami. Silniki benzynowe zwykle wolnossące lub ograniczone do 2,0 litrów z turbodoładowaniem[11].

#### Klasy łączone samochody z ciężarówkami
- Baja - e Class - Electric Powered Unlimited Vehicles – pojazdy z jednym lub dwoma siedzeniami. Napęd na dwa lub cztery koła. Wszystkie koła muszą być zasilane wyłącznie energią elektryczną. Obejmuje zarówno samochody/buggy jak i ciężarówki.
- Class 2 - Unrestricted Vehicle Class – łączona klasa samochodów ciężarowych i osobowych, silniki bez ograniczeń dotyczących pojemności.
- Class 3000 – pojazdy z krótkim rozstawem osi z silnikiem produkcyjnym, dopuszczalne dwa siedzenia. Silniki seryjnie produkowane, dedykowany silnik GM Ecotec 4-cylindrowy 2.2 i 2.4 litra. Class 3000 powstała z połączenia z kategorią TrophyLite Class.
- Vintage “Trailblazer” Class – samochody i ciężarówki wyprodukowane w 1982 oraz wcześniej.
- Vintage “Innovator” Class – samochody i ciężarówki produkowane w latach 1983–1992.
- Safari Class – klasa startująca tylko w wyścigu Baja 1000. Uczestniczyć mogą wszystkie pojazdy czterokołowe z wymaganym ekwipunkiem bezpieczeństwa[12].

#### Pojazdy typu Utility Task Vehicle (UTV)
- Pro UTV - Normally Aspirated – pojazdy czterokołowe dla 2 lub 4 osób. Brak turbosprężarki i doładowania układu silnika. Silniki wolnossące OEM. Zmodyfikowane zawieszenie dozwolone.
- Pro UTV - Forced Induction – pojazdy czterokołowe dla 2 lub 4 osób. Silniki OEM z układem doładowania. Zmodyfikowane zawieszenie dozwolone.
- Pro UTV Open – pojazdy czterokołowe dla 2 lub 4 osób. Seria dedykowana pojazdom nieseryjnym, modyfikowanym. Brak limitów dotyczących pojemności silnika.
- Pro Stock UTV – seryjne pojazdy UTV. Dozwolone minimalne ulepszenia zawieszenia. Kategoria łącząca zarówno silniki z doładowaniem jak i bez doładowania.
- Sportsman UTV Unlimited – pojazdy modyfikowane, czterokołowe dla 2 lub 4 osób.
- Sportsman Stock UTV – pojazdy niemodyfikowane, czterokołowe dla 2 lub 4 osób[13].

#### Quady
- Pro Quad – czterokołowce z silnikami motocyklowymi. Minimalna pojemność silnika 200 cm³.
- Pro Quad Ironman – jeden kierowca rywalizujący przez całą długość zawodów.
- Sportsman Quad – czterokołowce z silnikami typu motocyklowego. Minimalna pojemność silnika 200 cm³[14].

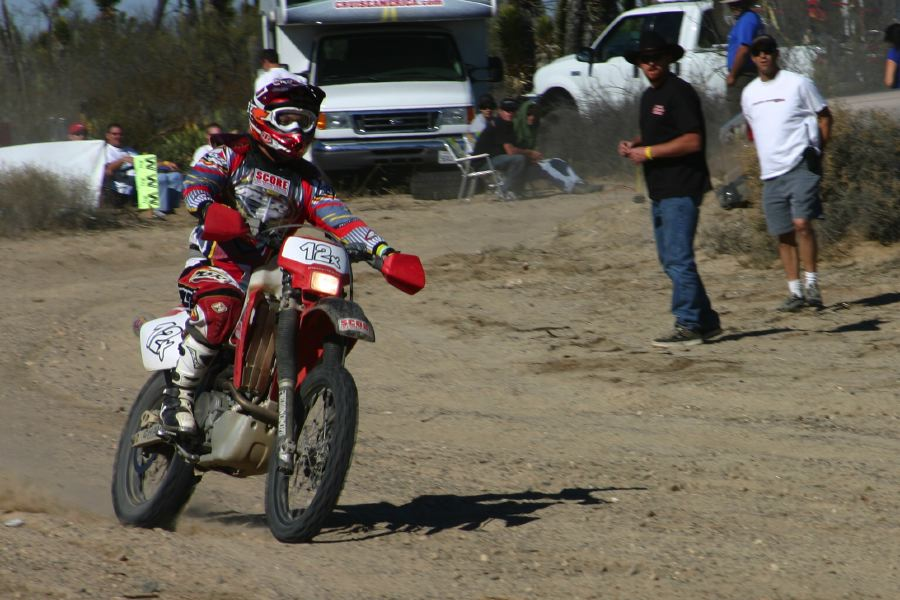
Motocyklista podczas rajdu Baja 1000.

#### Motocykle
- Pro Moto Unlimited – motocykle z silnikami o poj. 450 cm³ lub większej.
- Pro Moto Limited – motocykle z silnikami o poj. od 200 cm³ do 450 cm³.
- Pro Moto 30 – seria dedykowana motocyklistom w wieku powyżej 30 roku życia. Pojemność silnika dowolna.
- Pro Moto 40 – seria dedykowana motocyklistom w wieku powyżej 40 roku życia. Pojemność silnika dowolna.
- Pro Moto 50 – seria dedykowana motocyklistom w wieku powyżej 50 roku życia. Pojemność silnika dowolna.
- Pro Moto 60 – seria dedykowana motocyklistom w wieku powyżej 60 roku życia. Pojemność silnika dowolna.
- Pro Moto Ironman – jeden motocyklista rywalizujący przez całą długość zawodów.
- Sportsman Moto – motocykle o minimalnej pojemności 200 cm³[15].

### Kalendarz w sezonach

#### 2006
W sezonie 2006 odbyły się następujące rajdy:
- SCORE Laughlin Desert Challenge
- SCORE Las Vegas Terrible's Cup II
- SCORE Las Vegas PRIMM 300
- Tecate SCORE Baja 250
- Tecate SCORE Baja 500
- Tecate SCORE Baja 1000

#### 2019
W sezonie 2019 odbyły się następujące rajdy:
- San Felipe 250: 3–7 kwietnia
- Baja 400: 29 maja–2 czerwca
- Baja 500: 18–22 września
- Baja 1000: 19–24 listopada

#### 2021
W sezonie 2021 odbyły się następujące rajdy:
- San Felipe 250: 14–18 kwietnia
- Baja 500: 10–13 czerwca
- Baja 400: 14–19 września
- Baja 1000: 15–20 listopada[16]

### Znani zawodnicy SCORE
Wśród znanych kierowców wyścigowych oprócz sportowców zajmujących się wyścigami samochodowymi byli również aktorzy, okazjonalnie biorący udział w rajdach i wyścigach samochodowych. Poniższa lista przedstawia wybranych zawodników startujących w rajdach terenowych pod szyldem SCORE.

- Robby Gordon
- Steve McQueen
- Paul Newman[17]
- Gunnar Nilsson
- Armin Schwarz
- Jimmie Johnson
- Marc Coma
- Peter Brock
- Erik Carlsson
- Patrick Dempsey
- James Garner
- Elliott Forbes-Robinson
- Roberto Guerrero
- Tanner Foust
- Jesse James
- Michel Jourdain Jr.
- Hiro Matsushita
- John Morton
- Chad McQueen
- Rick Mears
- Roger Mears
- Ted Nugent
- Danny Ongais
- Travis Pastrana
- Danny Sullivan
- Jimmy Vasser
- Johnny Unser

### Galeria kategorii pojazdów

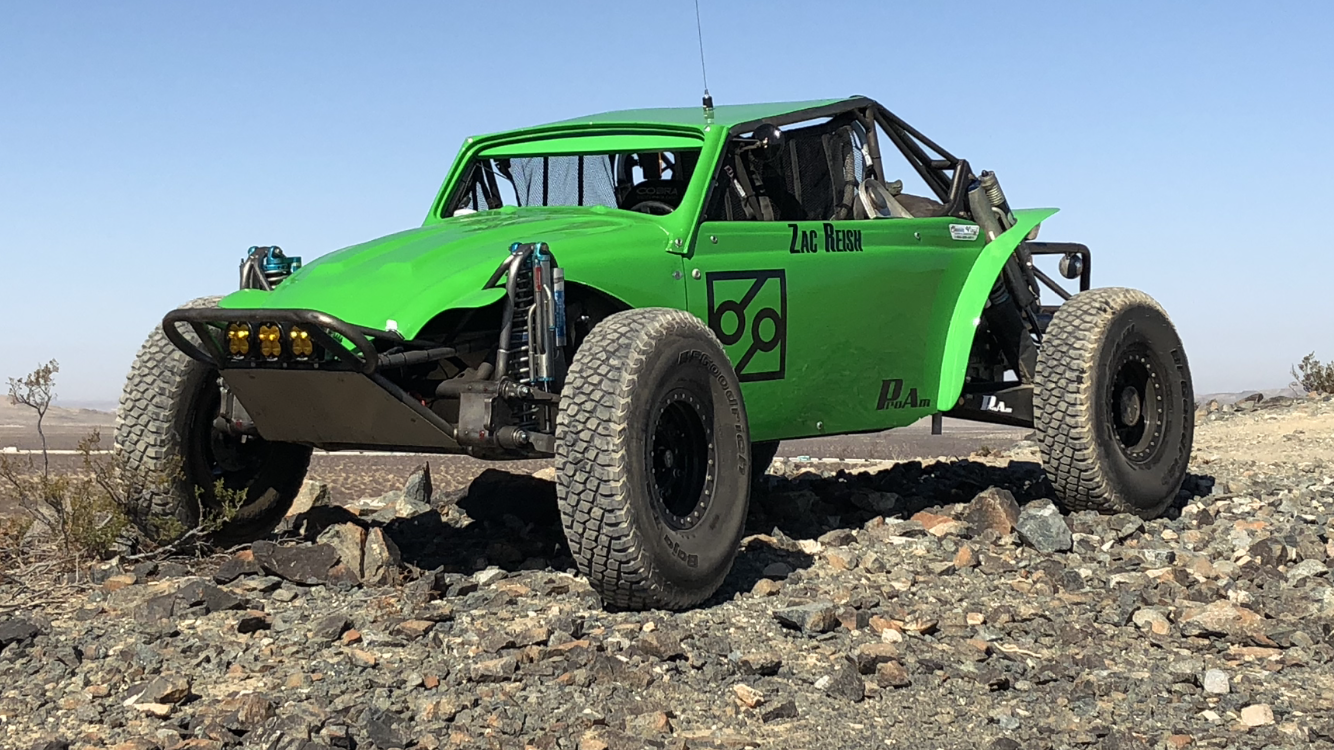
Class 5.
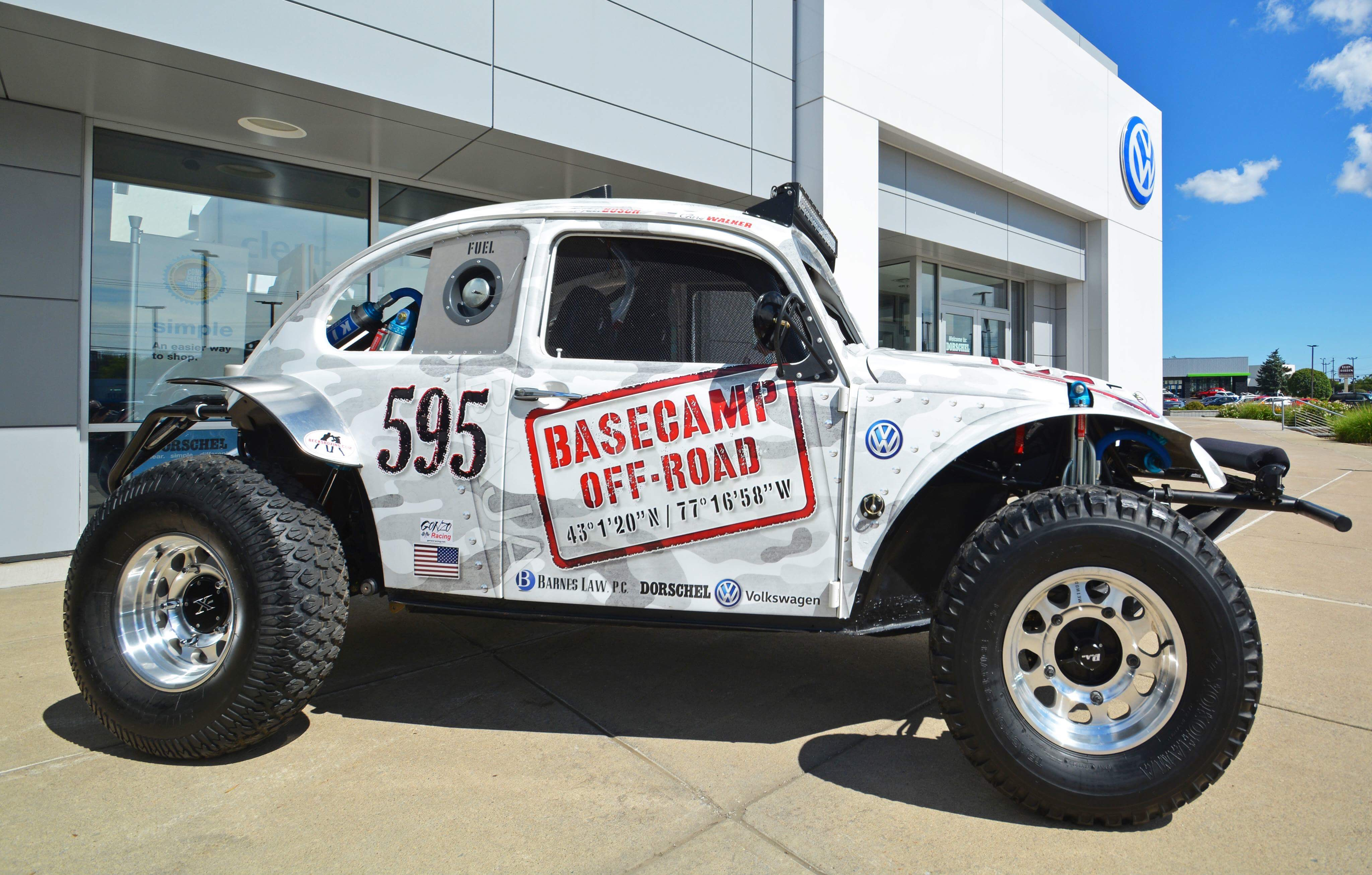
Class 5-1600.
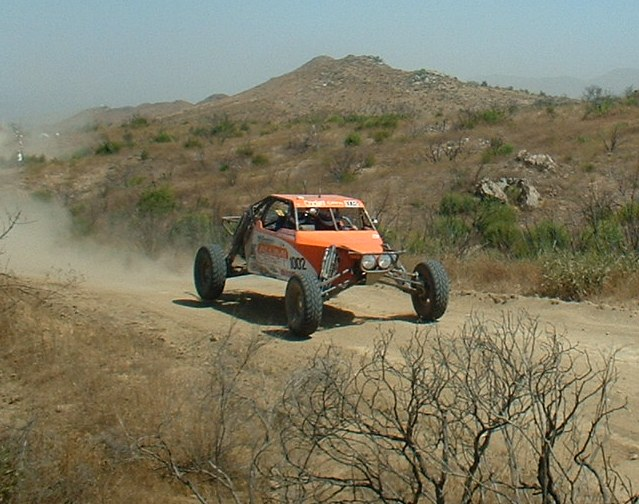
Class 10.
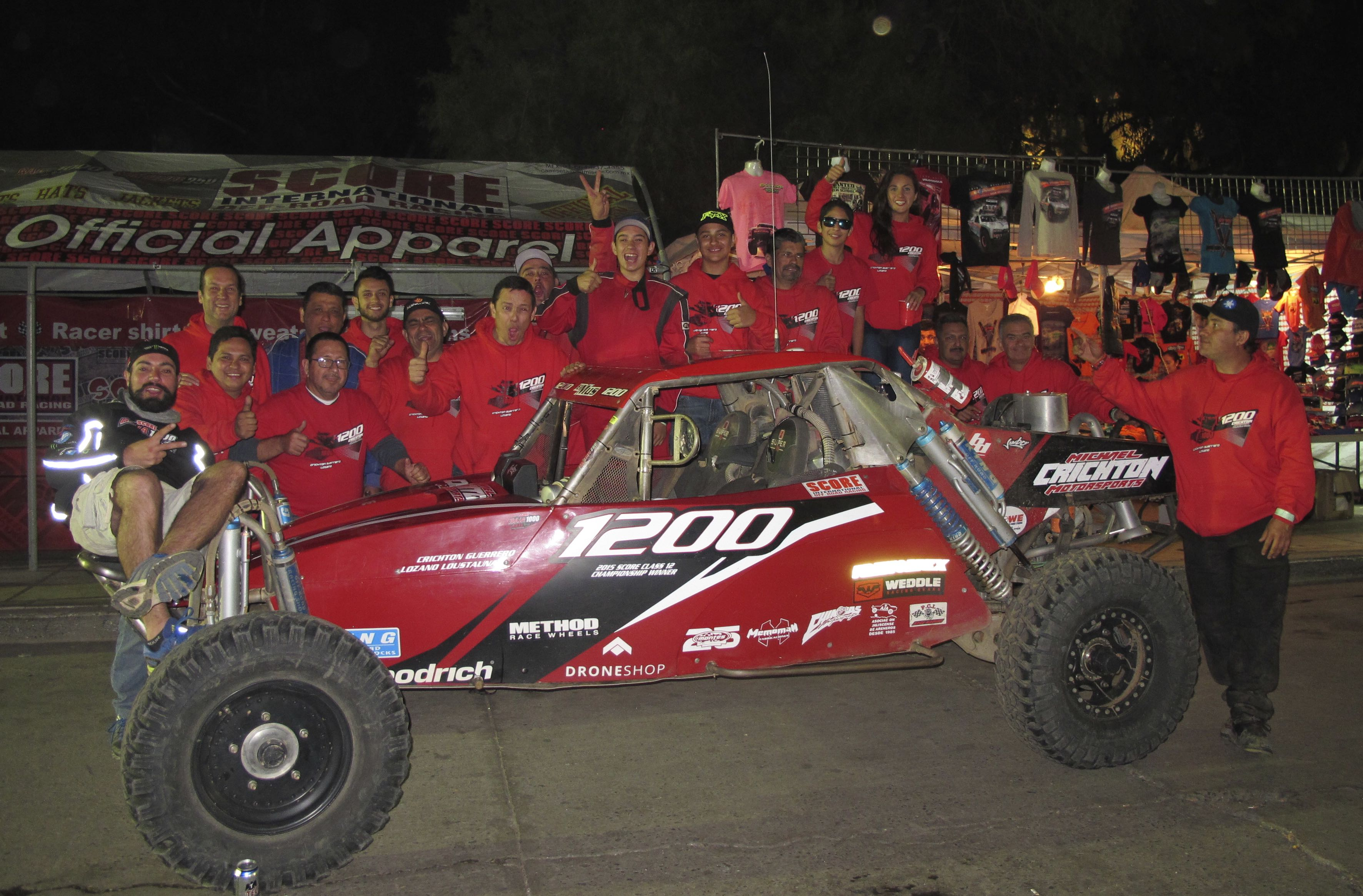
SCORE Lites.
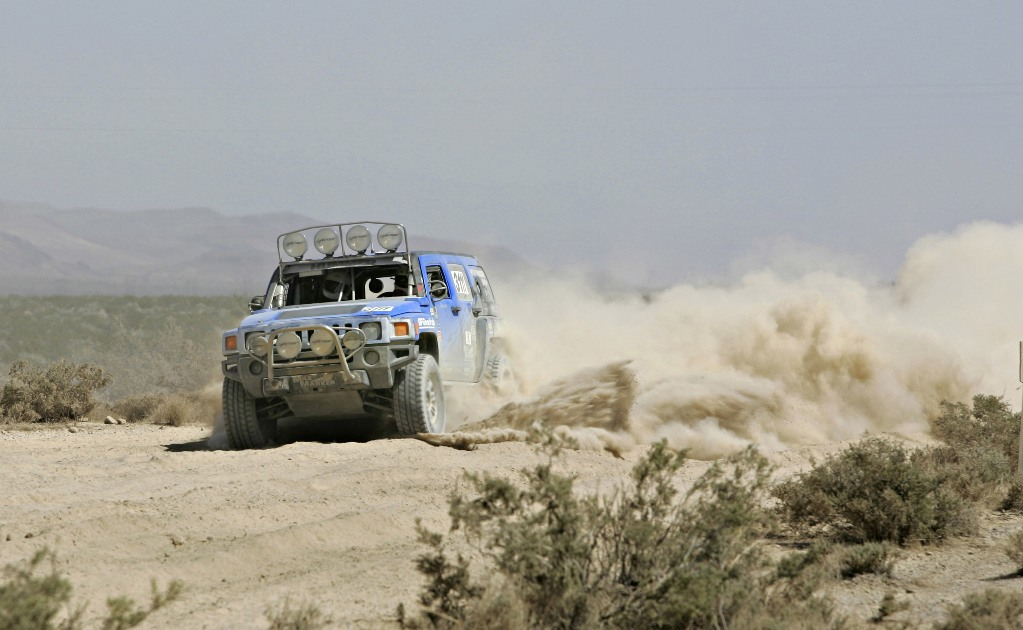
Stock Mini.
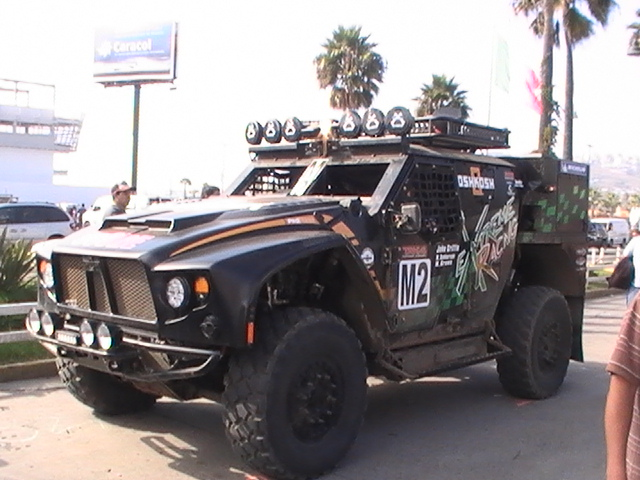
Class M-Truck.